# Raiul în ficțiune

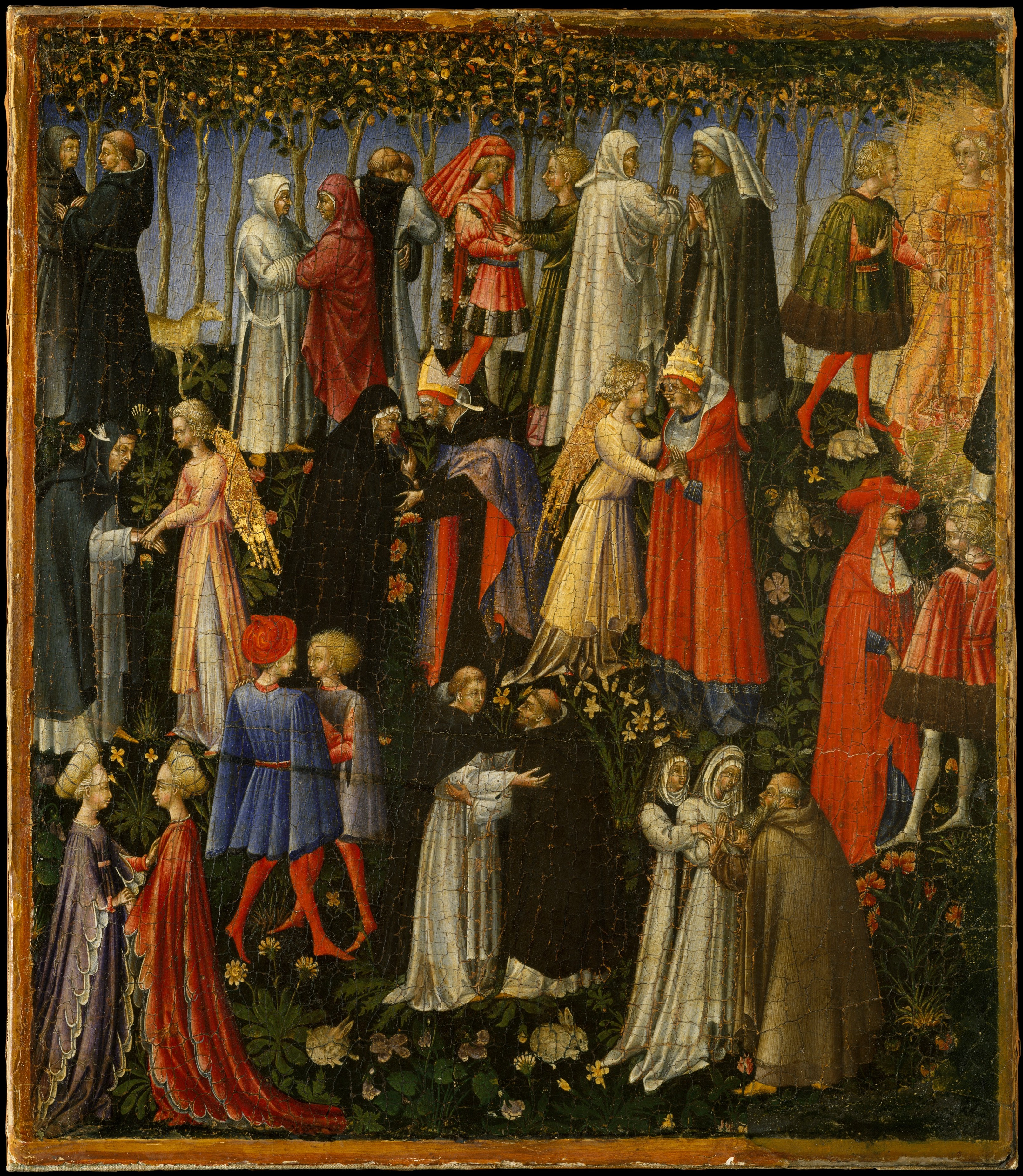
Paradisul de Giovanni di Paolo (1403–1482)

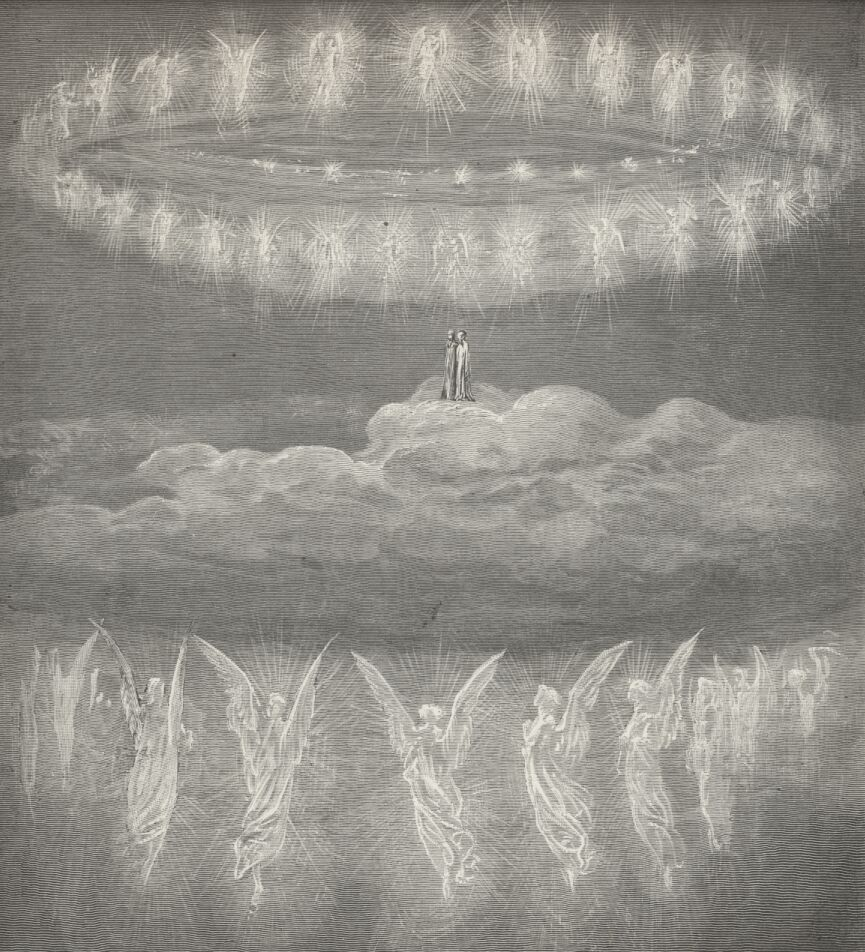
Paradisul Lui Dante reprezentat de Gustave Dore

Raiul sau paradisul este un cadru comun întâlnit în artă, literatură și cultura populară (în special genul fantastic).

## Artă

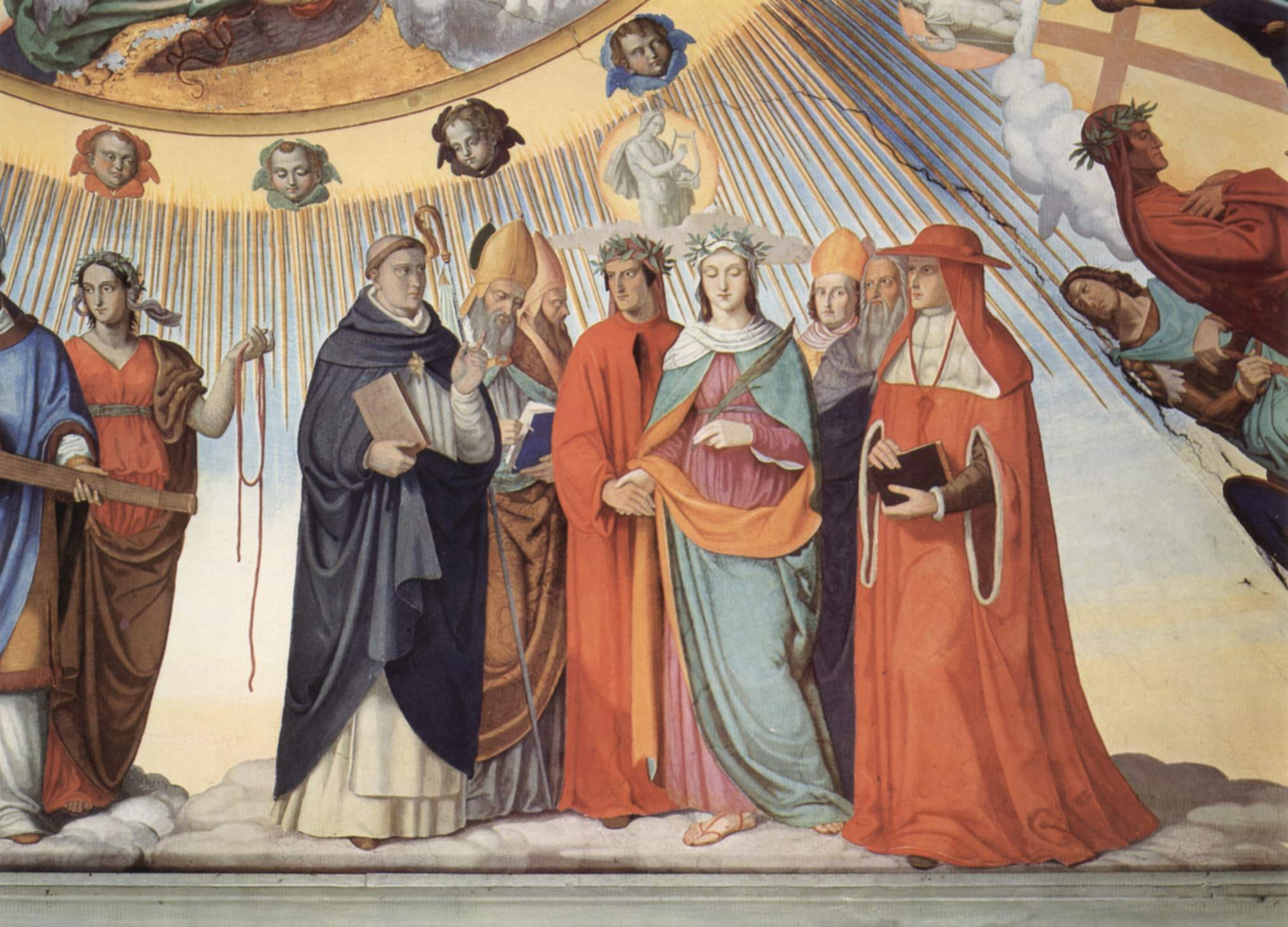
Dante și Beatrice vorbesc cu învățați ca Thomas Aquinas, Albertus Magnus, Peter Lombard și Siger din Brabant în Sfera Soarelui (frescă de Philipp Veit), Canto 10, Paradisul.

Gustave Doré a realizat ilustrații pentru lucrarea lui Dante,  Divina Comedie, inclusiv vizita lui Dante în Paradis. Philipp Veit, Giovanni di Paolo au realizat de asemenea picturi pentru Paradisul lui Dante Alighieri. Giovanni a creat 61 de imagini pentru acest lucrare.
Grădina desfătărilor umane (El jardín de las delicias) este titlul modern dat unei picturi în ulei triptic pe panou de stejar, a fost creată de maestrul olandez Hieronymus Bosch, între 1490 și 1510, când Bosch avea între 40 și 60 de ani. Este găzduită în Museo del Prado din Madrid din 1939. Prezintă scene din rai (stânga), grădina plăcerilor (centru) și din iad.
Înălțarea Fecioarei (Frari Assumption) este un tablou mare în ulei pictat de către artistul renascentist italian Tiziano Vecellio, lucrarea a fost realizată în 1515-1518, se află în Catedrala Santa Maria Gloriosa dei Frari, este cea mai mare pictură de altar din Veneția, în partea superioară prezintă scene din rai.

## Literatură
În Eneida de Publius Vergilius Maro, Aeneas ajunge și în Câmpiile Elizee (în volumul VI)
Paradisul (1321) de Dante Alighieri - este o alegorie care prezintă călătoria lui Dante prin Rai, ghidat de Beatrice Portinari, care simbolizează teologia. În aceasta lucrare, Paradisul este descris ca o serie de sfere concentrice care înconjoară Pământul: Luna, Mercur, Venus, Soare, Marte, Jupiter, Saturn, stelele fixe, Primum Mobile.
În poemul lui Geoffrey Chaucer, Troilus și Cresida (Troylus and Criseyde, 1385), spiritul lui Troilus urcă spre  Cerurile platonice, de unde privește oarecum disprețuitor asupra micilor pasiuni ale bărbaților și femeilor vii.
În poezia scriitoarei Anne Bradstreet (1612 – 1672), Carnea și spiritul (The Flesh and the Spirit, 1650), Carnea și Spiritul au o dezbatere, în care relatarea Cărnii despre toate deliciile lumii este depășită de descrierea Spiritului despre Cer. „Zidurile impunătoare atât înalte, cât și puternice / Sunt confecționate din pietre prețioase de Jasp”. Există, în mod firesc, „Porțile perlei”, străzi din aur transparent și un „râu de cristal”.
În alegoria din 1678 Călătoria pelerinului (The Pilgrim's Progress) de John Bunyan, după multe vicisitudini, Christian/Creștinul și Hopeful/Speranța ajung în Orașul Ceresc unde sunt întâmpinați de trompetiști „îmbrăcați în îmbrăcăminte albă și strălucitoare”. „Orașul strălucea ca aurul, străzile erau de asemenea pavate cu aur”; populația are harpe și cântă o mulțime de laude.
Povești (adunate) de Frații Grimm care au loc (și) în rai: Croitorul din cer (Der Schneider im Himmel), Țăranul în cer (Das Bürle im Himmel ), Copilul Mariei (Marienkind).
Poemul epic Paradisul pierdut din 1867 al lui John Milton are loc și în rai.
În romanul The Lovely Bones (Alice Sebold, 2002) o adolescentă, după ce a fost violată și ucisă, privește din Raiul ei personal în timp ce familia și prietenii ei se luptă să meargă mai departe cu viața lor, în timp ce ea trebuie să se împece cu propria sa moarte.
Romanul Cei cinci oameni pe care îi întâlnești în rai (The Five People You Meet in Heaven de Mitch Albom, 2003) descrie viața și moartea unui om pe nume Eddie care este ucis și trimis la cer, unde întâlnește cinci persoane care au avut un impact semnificativ asupra lui în timp ce era în viață.
Romanul 90 Minutes in Heaven (2004) de Don Piper și  Cecil Murphey are loc și în rai.
Heaven Is for Real (2010) este un roman de Todd Burpo și Lynn Vincent care are loc și în paradis.

## Filme
- El Apóstol (1917)
- Monty Python – Înțelesul vieții (Monty Python's The Meaning of Life, 1983)
- Jinnah (1998)
- O iubire fără sfârșit (What Dreams May Come, 1998)
- Filmul The Light of the World (2003) prezintă evenimentele din Biblie prin 360 de picturi în ulei de Fred Carter, printre care scene din rai și iad.[14][15]
- Filmul Cinci prieteni în Viața de Apoi (The Five People You Meet in Heaven) din 2004 este bazat pe romanul omonim scris de Mitch Albom care a scris și scenariul acestui film.[16]
- Filmul Din Raiul meu (The Lovely Bones, 2009) este bazat pe romanul omonim scris de Alice Sebold.[17]
- Heaven Is for Real (2014) este bazat pe romanul omonim scris de Todd Burpo și Lynn Vincent  în 2010[13]
- 90 Minutes in Heaven (2015), film bazat pe romanul omonim din 2004.[18]

## Televiziune
- All Dogs Go to Heaven: The Series
- Povești de groază americane (American Horror Story), episodul „Curtain Call”
- Supernatural, episoade ca „Hell's Angel”, „Reichenbach”, „Sacrifice”, „We Happy Few”, „Meet the New Boss”
- Familia Simpson (The Simpsons), episodul „Bart's Not Dead”
- South Park, episoade ca „Best Friends Forever”, A Ladder to Heaven”[19]
- The Good Place
- Lucifer

## Jocuri video
Există mai puține jocuri video care prezintă elemente sau tărâmuri care pot fi asociate cu raiul în comparație cu cele care au loc în iad.
- Super Mario Bros 3 are o zonă Coin Heaven
- La sfârșitul jocului The Legend of Zelda: Majora's Mask, Link ajunge într-o zonă pașnică asemănătoare raiului
- Câmpiile Elizee apar în seria God of War
- seria Diablo
- El Shaddai: Ascension of the Metatron
- seria Heroes of Might and Magic conține o rasă Haven - cu îngeri [21]

## Legături externe
- Ten of the best visions of Heaven in literature, theguardian.com
- Artistic visions of heaven and hell, cbsnews.com

## Vezi și
- Iadul în ficțiune